# Guntram Bosó
Guntram Bosó o Gontran Bosó fou duc d'Austràsia (governador del Llemosí) i un dels principals nobles del país al darrer terç del segle vi.
Appareix esmentat en el curs d'un viatge o una ambaixada a Constantinoble vers el 582, va cridar a Gondobald a la Gàl·lia i li va deixar entendre que com que Khilperic I i Guntram de Borgonya no tenien successors i Khildebert II era molt jove, tenia moltes possibilitats d'accedir al tron, i que a més feia aquest pas en nom dels grans senyors d'Austràsia. Gondobald va sortir de l'Imperi Romà d'Orient amb molts tresors o diners d'origen incert, i va desembarcar a Marsella (582) on fou acollit pel bisbe Teodor, que rebia ordes de la noblesa austrasiana i principalment del patrici Mòmol; el bisbe li va donar cavalls i escorta per unir-se a aquest patrici, antic general de Guntram de Borgonya, que vivia retirat a Avinyó, ciutat que pertanyia a Khildebert II. Mòmol, com a participant en el complot, estava disposat a revoltar-se contra el rei Guntram; el patrici va rebre a Gondobald a la ciutat.
Però Guntram Bosó, ambicionant les riqueses de Gondobald, el va trair. Va empresonar a Teodor i a un altre bisbe, Epifani, i es va apoderar d'una part dels tresors de Gondobald que va compartir amb el governador de l'altra part de Marsella (que pertanyia a Guntram) i va anar a amagar el botí a l'Alvèrnia. Al sentir-se abandonat per Guntram Bosó, Gondobald es va retirar d'Avinyó per no comprometre a Mòmol, a l'espera de veure que passava.
Guntram Bosó després d'anar a l'Alvèrnia es va dirigir a la cort de Metz per donar compte del seu viatge a Constantinoble, però pel camí fou arrestat per oficials borgonyons i portat a la cort, on Guntram el Sant li va tirar en cara haver portat a Gondebald a la Gàl·lia. Però el duc va desviar la responsabilitat cap a Mòmol i es va oferir, per demostrar la seva innocència, anant a assetjar a Mòmol a Avinyó i portant-lo a la cort borgonyona de grau o per força i com a garantia va deixar un fill com a ostatge.
Una vegada lliure va retornar a l'Alvèrnia, de la que sembla era governador per compte de Khildebert II i va reunir un exèrcit d'arverns i gent del Velai i es va dirigir cap a Avinyó (583). Assabentat el patrici Mòmol d'aquesta iniciativa, el va esperar al Roine, sense passar el qual no es podia arribar a la ciutat, i va fer disposar unes barques amb les plaques tan mal lligades que se separaven al cap de pocs moviments; quan Guntram Bosó va arribar a la riba del Roine va trobar les barques que li van semblar en bon estat, i les va utilitzar per fer travessar les seves forces, però després de navegar uns metres es van desfer pel moviment dels remers i van començar a fer aigua; els soldats van haver de saltar per guanyar la riba nadant; molts als que les forces van mancar foren emportats pel corrent i altres van poder arribar un costat o a l'altre. No obstant amb les forces que restaven Guntram Bosó va poder assetjar Avinyó. Mòmol no es va posar nerviós i va aguantar bé; llavors va convidar a una conferència a Guntram Bosó a la vora de la rasa plena d'aigua; Bosó que ignorava la profunditat la volia passar per trobar a Mòmol a l'altre costat; aquest li va assegurar que podia passar sense problema, i quan ho va fer va resultar massa fonda i va estar a punt d'ofegar-se. Mentre Khildebert va ser informat del setge d'Avinyó, ciutat que li pertanyia, i va enviar contra Guntram Bosó al duc Gondulf amb orde de forçar l'aixecament del setge, el que aquest va fer, capturant a Guntram Bosó.
Va restar presoner a Austràsia fins al Tractat d'Andelot del 28 de novembre del 587, quan els presoners foren bescanviats. Els austrasians van entregar al duc Guntram Bosó als borgonyons i aquestos van entregar a Dinami de Marsella i al duc Llop. Khildebert II va perdonar a aquestos dos i els va acceptar altre cop al seu servei. En canvi Guntran Bosoó fou jutjat per orde del rei borgonoyó, condemnat a mort i executat.